# Manufacture de Villeneuvette
La manufacture de Villeneuvette (fabrique de draps puis d'uniformes militaires) fut créée en 1673 et déclarée manufacture royale en 1677. Depuis 2014, ses anciens bâtiments sont classés au titre des monuments historiques. La manufacture est située sur le territoire de la commune de Villeneuvette près de Clermont-l'Hérault dans le département de l'Hérault

## Historique

### Manufacture royale

#### Les débuts
La manufacture est fondée en 1673 à Villeneuvette par Pierre Baille marchand-drapier de Clermont-l'Hérault. Le site, arrosé par la rivière Dourbie et déjà doté d'un moulin à foulon, était adapté au développement d'une teinturerie et d'un atelier de tissage.
Des financiers montpelliérains financent le développement de la manufacture. André Pouget en prend le contrôle. Le 27 juillet 1677, un édit désigne Villeneuvette comme manufacture royale.
Louis XIV, par le développement de l'industrie du drap, espère concurrencer la production anglaise et hollandaise. Les draps produits à Villeneuvette, destiné à l'exportation vers le Proche-Orient, transitaient par le nouveau port de Sète et par Marseille.
En 1678, la fabrique porte couramment le titre de manufacture royale des draps establie à Villeneuve-ez-Clermont, qui vers 1680 se transforme en manufacture de Villeneuvette.

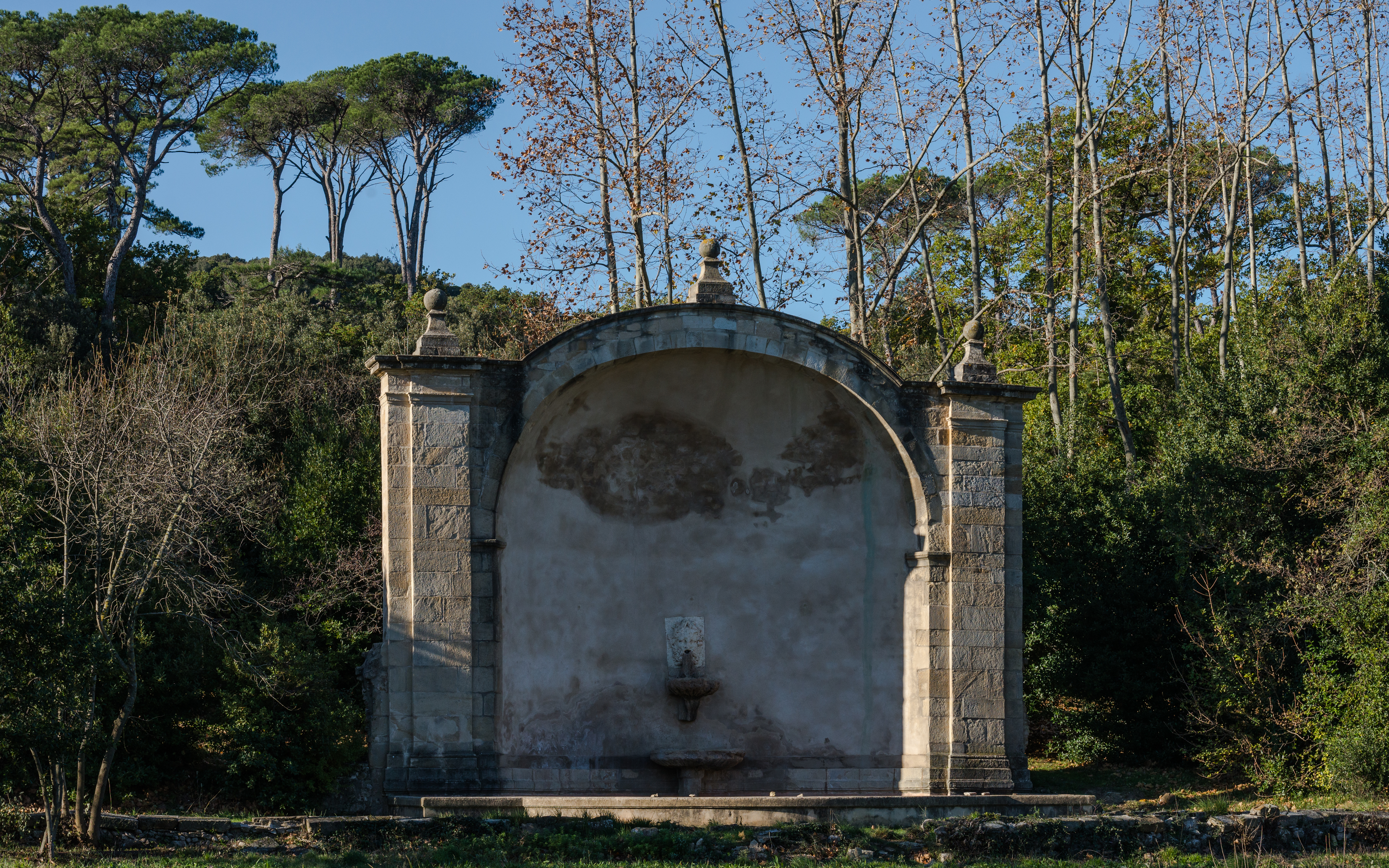
Vestiges de la fontaine.

Les débuts de la manufacture furent difficiles et les frais de fonctionnement, avec une cinquantaine de métiers, n’étaient pas couverts car elle affrontait la concurrence de la manufacture de draps des Saptes, créée quelques mois avant avec le soutien du puissant actionnaire Pierre Louis Reich de Pennautier, trésorier des États de Languedoc, plus tard accusé en 1676 d'avoir attenté en 1669 à la vie de Colbert lors de l'affaire des poisons.
Face aux difficultés des deux manufactures concurrentes fut créée en 1670, à nouveau à la demande de Colbert, la Compagnie du Levant chargée de vendre les draps languedociens à Constantinople, Smyrne, Alexandrie. Le projet ne fut cependant concrétisé qu'en 1682, avec pour actionnaire Pierre Louis Reich de Pennautier, tandis qu'une nouvelle société regroupe les deux manufactures.
Les résultats sont restés longtemps modestes : dans les deux années 1690, les exportations au Levant de deux manufactures dépassent à peine 1 000 pièces de drap par an.
La manufacture de draps des Saptes employait 200 ouvriers en 1689, mais à la mort du directeur, Noël de Varennes, en 1699, le travail cessa, le site de la Villeneuvette étant plus approprié grâce à la présence d'une rivière, la guerre de la Ligue d'Augsbourg pénalisant par ailleurs les deux sites.

#### Grande prospérité auXVIIIesiècle
La manufacture fut rachetée par ses créanciers puis dissoute en 1703, mais vendue à Honoré Pouget, frère d'André, pour un montant important de 142 000 livres. Elle produisait 800 à 1 000 pièces de drap par an. En 1720, elle est à nouveau rachetée, pour 110 000 livres de capital et 14 000 livres de rente viagère, par Guillaume Castanier d'Auriac (1670-1725), fils d'un drapier de Carcassonne, qui avait créé une nouvelle manufacture aux portes de la ville et déjà racheté celle de Saptes. Il va donner un nouvel essor à la manufacture et contribuer à l'embellissement du site.
Vers 1725, le Languedoc comptait douze manufactures royales dont neuf aux alentours de Carcassonne, de tailles diverses, où une activité drapière était constatée dès 1508.
Après ces débuts difficiles, la manufacture connut grande prospérité à la fin de l'Ancien Régime, en multipliant sa production par 80, malgré un ralentissement dans les années 1770-80 dû aux difficultés de l'Empire ottoman. Chaque année, entre 50 000 et 100 000 pièces de drap destinées au Levant et constituées de londrins du Languedoc, étaient admises au bureau de Marseille, soit plus de la moitié des exportations vers le Moyen-Orient dont la valeur totale dépassait, vers 1785, vingt millions de livres.
Seuls les tisserands sont logés, et ils travaillent les filés produits dans les villages à 20 km à la ronde.

### Manufacture de la famille Maistre

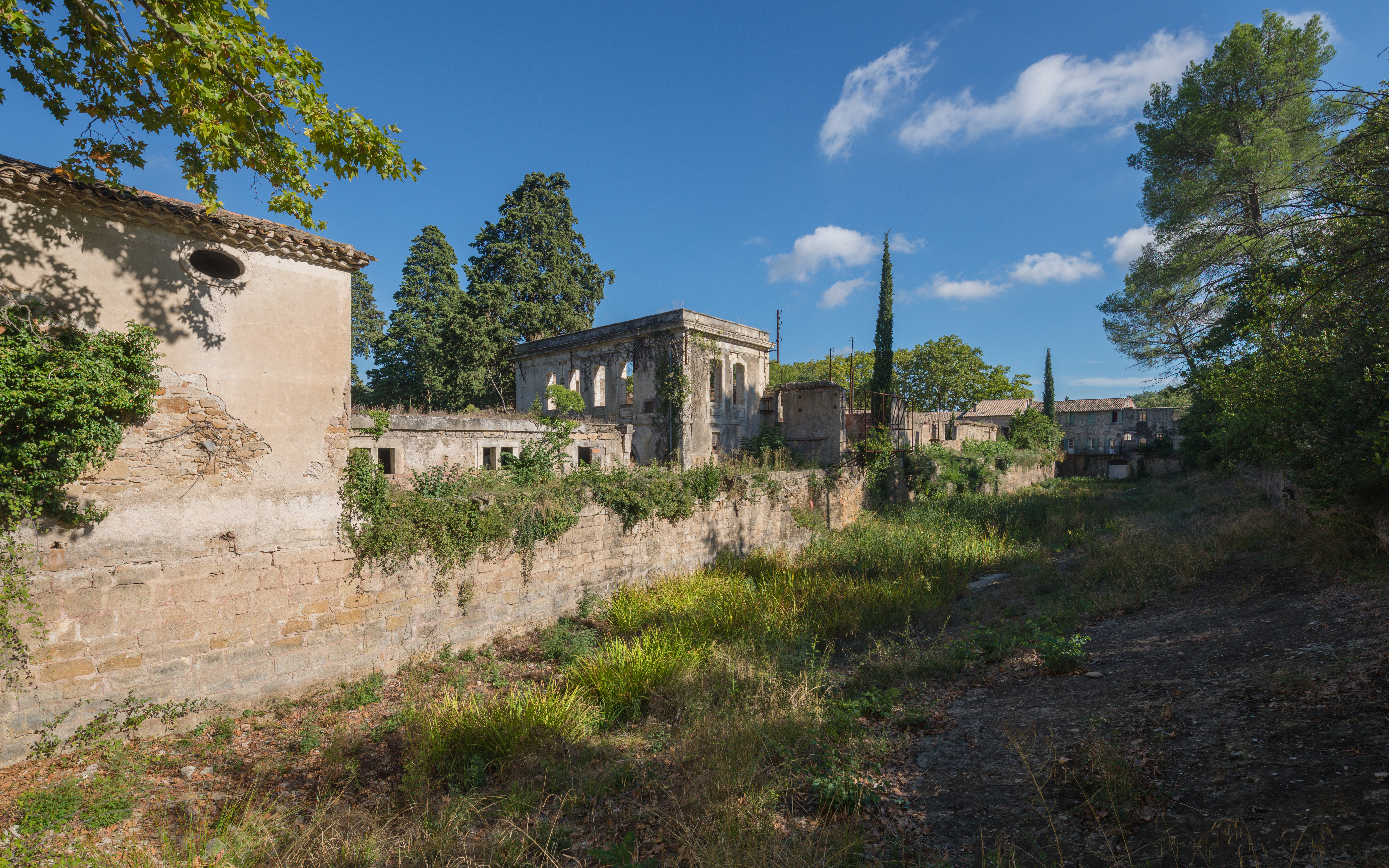
Bâtiments désaffectés dans la partie ouest.

#### Fabrique d'uniformes à partir duXIXesiècle
En 1803, la famille Maistre, propriétaire d'une tannerie à Clermont-L'Hérault reprend la manufacture. Ils adaptent la manufacture en mécanisant l'usine, comme en témoigne encore aujourd'hui la cheminée bâtie en 1883. La production est réorientée vers la fabrication de draps pour l'armée. En 1827, un ouvrage note que la fabrique de drap pour la troupe occupe la moitié de la filature et que l'autre moitié travaille pour M. Granier, de Montpellier, qui a donné au commerce des couvertures de laines une extension considérable.
Au début du XIXe siècle, la manufacture emploie 800 personnes, dont un quart est logé sur place.
Les gouvernements de Louis XVIII et de Louis-Philippe lui donnait une prime de 10 francs pour chaque pièce de drap exportée .

#### XXeetXXIesiècles
Durant la Première Guerre mondiale, la manufacture fonctionne à plein régime grâce aux commandes d'uniformes de l'État. Le retour de la Paix engendre un ralentissement de la production. La manufacture, ayant perdu les commandes de l'État, connait un déclin à partir des années 1920.
Elle est la plus suggestive et la mieux conservée des manufactures royales françaises  et la cité manufacturière fait l'objet d'une inscription au titre des monuments historiques depuis 2014.

## Monuments et urbanisme

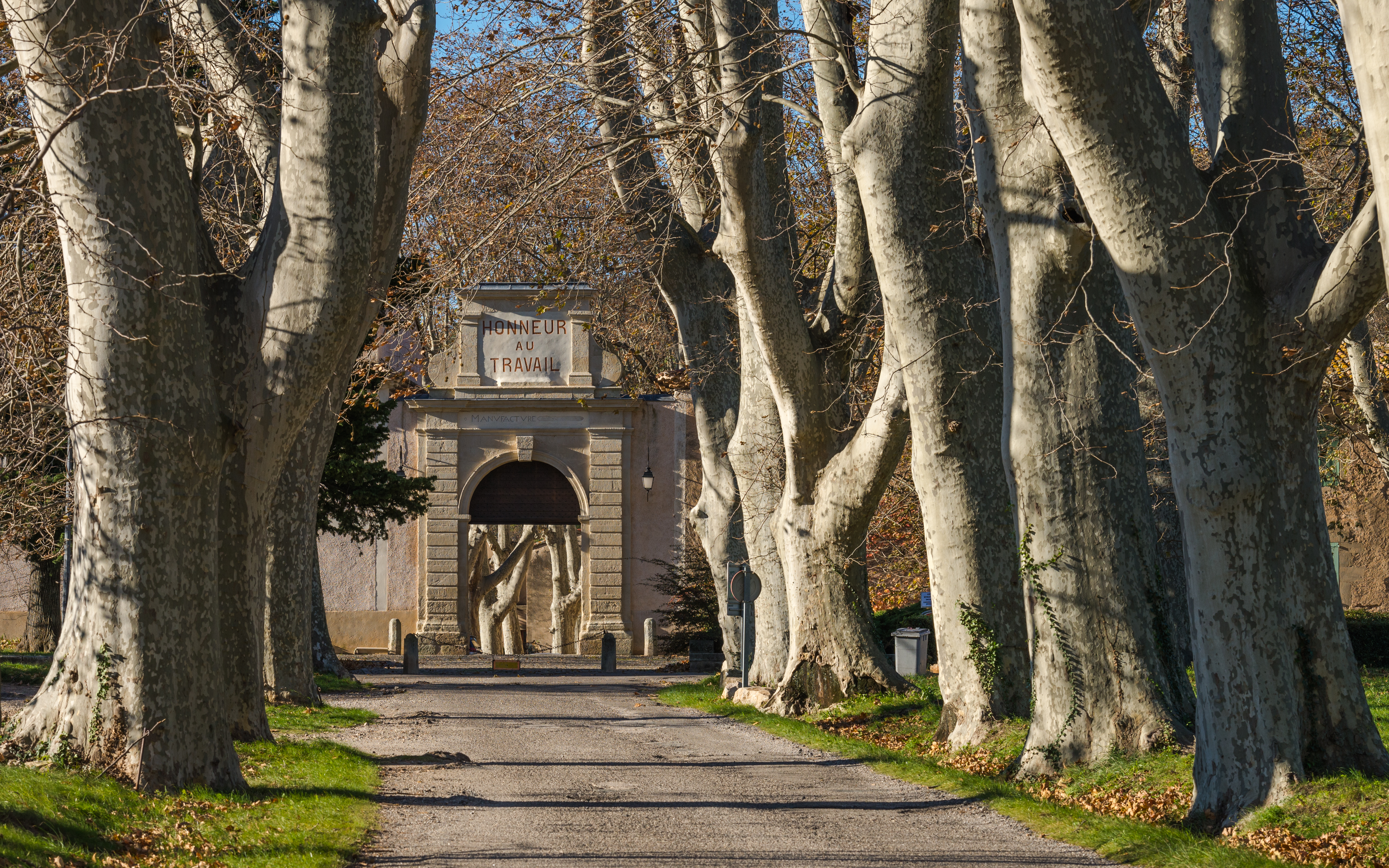
La porte d'entrée monumentale

Lorsque la Manufacture devient royale, en 1677, une ville nouvelle est créée pour loger les ouvriers. La cité obtint son indépendance sur lettre patente du roi.
La cité, enceinte d'une muraille fermée par trois portes, est édifiée selon un plan orthogonale. Sa grande place rectangulaire, ornée d'une fontaine du XVIIIe siècle, était dédiée à Louis XIV. L'église, agrandie en 1740, domine la place. Son intérieur est orné de peintures de J. Pauthe, réalisées en 1870.

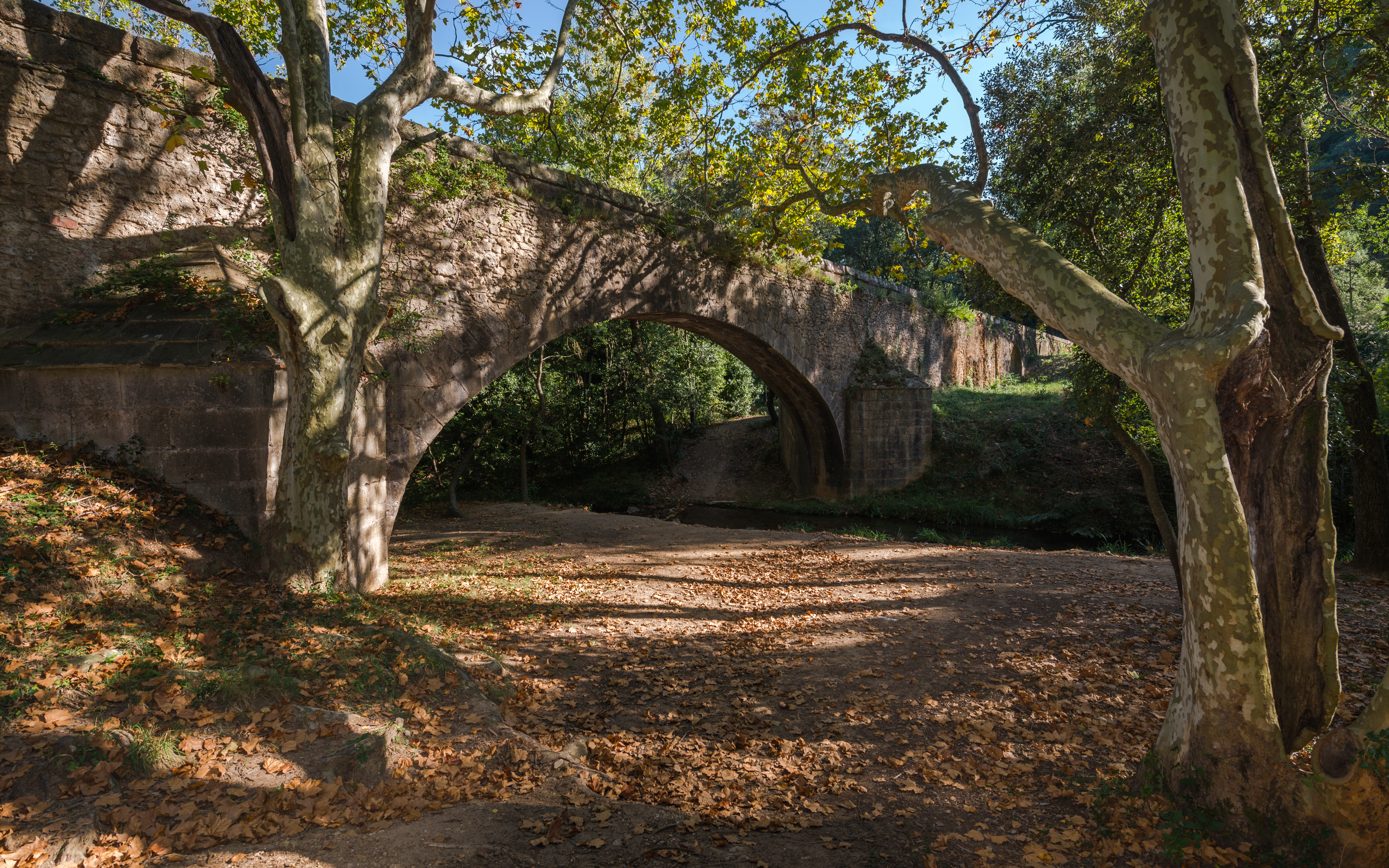
Le pont de l'Amour (aqueduc).

Les logements ouvriers sont conservés, tout comme la maison de maître, appelé le Manoir de la fabrique.
Autour de la cité, demeurent une partie des installations industrielles. Plusieurs ouvrages d'art hydraulique subsistent : le réservoir, l'aqueduc... Ils permettaient d'alimenter en eau l'usine.

### Article  connexe
- Liste des monuments historiques de l'Hérault (M-Z)